# 水窪川
水窪川（みさくぼがわ）は、静岡県浜松市天竜区を流れる天竜川水系の一級河川。延長31.7 km。流域面積223.1 km2。合併前の旧水窪町における最大の河川である。支流の戸中川には水窪ダムがあり、その下流には西渡発電所もある。

## 地理
西俣沢、東俣沢、黒沢などを集めて水窪川となる。このあたりは白倉川とも呼ばれる。草木川、戸中川、翁川などと合流しながら水窪町中心部を国道152号に沿って流れ、国道473号が分岐する佐久間町大井橋付近で天竜川に合流する。
JR飯田線城西駅近く（浜松市立城西小学校の東側）には、水窪川を渡り始めた鉄橋が対岸に渡ることなく元の岸側に戻る「渡らずの鉄橋」（第6水窪川橋梁）があり、JR飯田線の名物スポットとなっている。

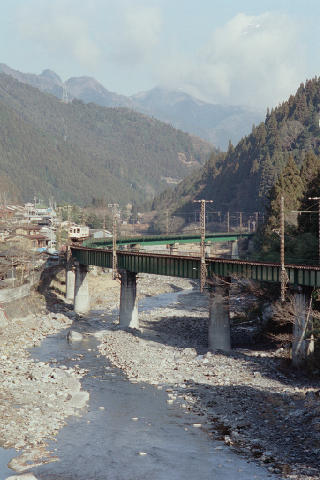
「渡らずの鉄橋」（1990年撮影）